# Ваньянь Лян
Ваньянь Лян (спрощ.: 完颜亮; кит. трад.: 完顏亮; піньїнь: Wányán Liàng; 24 лютого 1122 — 15 грудня 1161) — четвертий імператор династії Цзінь.

## Життєпис

### При дворі
Походив з роду Ваньянь. Був другим сином князя Цзунганя, одного з синів імператора Тайцзу, та пані Да. При народженні отримав чручженське ім'я Дігунай та китайське — Лян. Про молоді роки замало відомостей. Після смерті синів свого двоюрідного брата-імператора, став мріяти про трон. Для цього потурав Сіцзуну в пияцтві та переслідувані знаті. Водночас налаштовував знать проти володаря.
З 1148 року стає одним з впливовіших вані держави. У 1150 році очолив державний заколот, у результаті якого було повалено імператора Сіцзуна. Новим імператором став Ваньянь Лян, який не прийняв тронне ім'я. У подальшому відомий за своїм посмертним іменем — Хайлін-ван.

### Імператор
Хайлін-ван зі застереженням став відновитися до знаті, особливо до представників свого роду. Спочатку наказав стратити трьох синів колишнього імператора Тайцзуна. Потім знищив членів прізвища Чжаньмохі, Саліхі — всього кілька сотень людей. 1150 року відновив систему іспитів, що був у Китаї, потім скасував заборону на носіння китайського одягу. Того ж року верховне головнокомандування перетворив на Таємну раду, скасував пересувну Державну раду.
У 1153 році переніс столицю до Чжунду Дасінфу, на власне китайські землі. У 1154 році імператора наказав вбити першого міністра — киданіна Сяо Юя, потім свою мачуху і членів ляоської і сунської імператорських родин. Страти супроводжувалися конфіскаціями майна і переведенням на рабство родичів страчених, а в гарем — родичок. Того року була відкрита друкарня і стали випускати гроші-асигнації. У 1156 році він провів перегляд звань і титулів. Всіх князів зі свого роду знизили на одну ступінь, багатьох взагалі позбавили звань.
У 1157 році відновив палацові церемонії, що існували в династії Сун. Водночас стали карбувати монети Цзінь. Усім цим продовжував політику попередника щодо зближення чжурчженської та китайської знаті. Того ж року наказав знищити імператорські палаци в колишній столиці Шанцзін (саме місце було переорано) й звести палацовий комплекс у новій столиці. Водночас поширив чжурчженську традицію тілесних покарань для усієї знаті й навіть членів своєї родини. Щоб продемонструвати свою могутність, з небаченою пишністю перебудував нові столиці — Яньцзін і Бяньцзін.
У 1158 році він переїхав до Бяньцзін. Водночас Хайлін-ван не полишав спроби підкорити усі землі Китаю.

### Війна з Сун
У населення відібрали майже всіх коней і безліч великої рогатої худоби — для заготівлі провіанту і тятиви для луків. Поля стало нічим й нікому обробляти, оскільки за загальною мобілізацією забрали самих працездатних, незалежно від національності і сімейного стану. У Бяньцзіні спішно будували флот. Повна дезорганізація господарства і життя, викликана мобілізацією, призвела до хвилювань до оголошення війни. У 1159 році селяни повіту Дунхай підняли повстання, але 5 тис. повстанців було страчено. У 1160 році близько 20 тис. селян у Даміні підняли повстання. Повстали навіть кидані, які не бажали йти воювати і віддавали перевагу втечі до Західної Ляо.
Щоб забезпечити секретність приготувань, Хайлін-ван в 1159 році закрив ринки на кордоні з Південною Сун. Але наприкінці того року цзіньський посол доповів південносунському двору про події, що розгорнулися в Цзінь, за що після повернення було страчено. Втім імператор Цзінь рішуче наполягав на поході. Привід для нього дали самі китайці, захопивши місто Хайчжоу на північ від р. Хуайшуй, що належав Цзінь. Хайлін-ван, звинувативши Південну Сун у приховуванні перебіжчиків і зловмисному зміцненні кордону, спрямував 1161 року проти неї 600-тисячне військо, відправивши флот на Маньаньфу.
Втім протягом року у битвах при Тандао та Цайши уздовж ріки Янцзи Хайлін-ван зазнав нищівної поразки. У цей час прийшла звістка, що воєначальник Фушеху з Шаньдуна пішов на Ляоян й оголосив імператором двоюрідного брата Хайлін-вана — Улу (Юна). Ця звістка остаточно деморалізувало цзінське військо.
У результаті невдоволенні родичі та військовики у військовому таборі вбили імператора Цзінь. Його було позбавлено титулу імператора та тронного імені. Новим імператором став двоюрідний брат Ваньянь Юн.

## Девізи правління
- Тяньде (天德) 1149—1153
- Чженьюань (貞元) 1153—1156
- Чженлун (正隆) 1156—1161